# Mo Youxue
Mo Youxue (莫有雪S, Mò YǒuxuěP; 10 febbraio 1996) è un velocista cinese.

## Palmarès
| Anno | Manifestazione      | Sede     | Evento      | Risultato  | Prestazione | Note |
| ---- | ------------------- | -------- | ----------- | ---------- | ----------- | ---- |
| 2013 | Mondiali allievi    | Donec'k  | 100 m piani | Oro        | 10"35       |      |
| 2013 | Mondiali allievi    | Donec'k  | 200 m piani | 7º         | 21"42       |      |
| 2014 | Asiatici indoor     | Hangzhou | 60 m piani  | 6º         | 6"77        |      |
| 2014 | World Relays        | Nassau   | 4×100 m     | 11º        | 38"83       |      |
| 2014 | World Relays        | Nassau   | 4×200 m     | 7º         | 1'25"83     |      |
| 2014 | Mondiali juniores   | Eugene   | 100 m piani | Semifinale | 10"47       |      |
| 2014 | Mondiali juniores   | Eugene   | 4×100 m     | 4º         | 39"51       |      |
| 2014 | Giochi asiatici     | Incheon  | 4×100 m     | Oro        | 37"99       |      |
| 2015 | World Relays        | Nassau   | 4×100 m     | Batteria   | 57'98       |      |
| 2015 | World Relays        | Nassau   | 4×200 m     | Batteria   | dq          |      |
| 2015 | Campionati asiatici | Wuhan    | 4×100 m     | Oro        | 39"04       |      |
| 2015 | Mondiali            | Pechino  | 4×100 m     | Argento    | 38"01       |      |
| 2017 | World Relays        | Nassau   | 4×100 m     | Bronzo     | 39"22       |      |
| 2017 | World Relays        | Nassau   | 4×200 m     | 6º         | 1'22"91     |      |
| 2019 | World Relays        | Yokohama | 4×200 m     | 6º         | 1'22"67     |      |